# WD J0914+1914
WD J0914+1914 è una stella nana bianca nella costellazione del Cancro, distante circa 1500 anni luce dal sistema solare. Attorno ad essa nel dicembre del 2019 è stato trovato orbitare un pianeta gigante gassoso, la cui atmosfera si sta vaporizzando a causa della breve distanza dalla stella. Si tratta del primo pianeta gigante trovato in orbita attorno a una nana bianca.

## Caratteristiche
La stella ha una massa di 0,56 M⊙ ed è ciò che resta di una stella che in sequenza principale aveva una massa da 1 a 1,6 volte quella del Sole. Rispetto a tante altre nane bianche conosciute è molto giovane, e si trova in questo stato da appena 13,3 milioni di anni. Come tutte le stelle degeneri il suo raggio è piccolo, di circa 0,015 R⊙, poco più del raggio terrestre.

## Pianeta e disco circumstellare
La nana bianca è circondata da un disco di accrescimento, solitamente presente attorno a questo tipo di stelle come risultato della disgregazione di pianeti rocciosi o planetesimi nella fase di gigante rossa della stella. Gli scienziati autori dello studio hanno però riscontrato un'anomalia nello spettro della stella: invece degli elementi tipici che costituiscono i pianeti rocciosi come la Terra, hanno rilevato la presenza di elementi come idrogeno, ossigeno e zolfo, presenti negli strati atmosferici più profondi delle atmosfere di giganti gassosi come Urano o Nettuno. Il pianeta si trova in orbita a breve distanza dalla nana bianca, a circa 15 raggi stellari, vale a dire ad appena 0,07 UA e con un periodo orbitale di pochi giorni. La sua atmosfera si sta vaporizzando e perde circa 3000 tonnellate di gas al secondo, quantità tale che non porterà comunque all'estinzione del pianeta alla fine del processo di raffreddamento della nana bianca.
Considerando che se si fosse trovato alla distanza attuale nel periodo di gigante rossa della stella, il pianeta sarebbe stato inglobato, l'unica spiegazione plausibile per la sua esistenza è che in passato si trovasse a una distanza maggiore, a circa 2-3 UA; quando questa collassò il pianeta migrò verso l'interno, probabilmente anche a causa di un altro pianeta massiccio presente nel sistema. Probabilmente grande il doppio della stessa stella, la massa del pianeta rimane al momento sconosciuta, anche se l'ipotesi più probabile, secondo gli scienziati, è che si tratti di un gigante ghiacciato simile a Nettuno.
In un lontano futuro potrebbe accadere lo stesso nel sistema solare; dopo che il Sole nella fase di gigante rossa avrà inglobato i pianeti interni, forse anche la Terra, si trasformerà in una piccola e densa nana bianca, e i giganti gassosi potrebbero al quel punto migrare in orbite molto più interne rispetto alle attuali.
Prospetto del sistema
| Pianeta | Raggio  | Periodo orb. | Sem. maggiore | Scoperta |
| ------- | ------- | ------------ | ------------- | -------- |
| b       | 3,3 r⊕? | 10 giorni?   | 0,07 UA       | 2019     |